# Deutsche Cadre-47/1-Meisterschaft 1952/53

Veranstaltungsort: Essen

Die Deutsche Cadre-47/1-Meisterschaft 1952/53 ist eine Billard-Turnierserie und fand am 6. März 1953 in Essen zum zweiten Mal statt.

## Geschichte
Geplant war diese erste Deutsche Meisterschaft im Cadre 47/1 mit vier Teilnehmern. Da Josef Bolz aber bereits zur Einband-Europameisterschaft nach Valencia aufgebrochen war, musste das Turnier mit drei Teilnehmern stattfinden. Klarer Sieger wurde der Essener Ernst Rudolph, der auch alle deutschen Rekorde verbesserte.

## Modus
Gespielt wurde im Round-Robin-Modus bis 300 Punkte.
Die Endplatzierung ergab sich aus folgenden Kriterien:
1. Matchpunkte
2. Generaldurchschnitt (GD)
3. Bester Einzeldurchschnitt (BED)
4. Höchstserie (HS)

## Vorgesehene Teilnehmer
1. Gerd Thielens (Gelsenkirchener BC) (Titelverteidiger)
2. Ernst Rudolph (Billardsportverein Essen)
3. Josef Bolz (Kölner BC 1908)
4. Siegfried Spielmann (Billard-Klub Gut-Stoß Eller 1937)

## Abschlusstabelle
| MP    | Match Points (Sieger = 2; Unentschieden = 1; Verlierer = 0) |
| Pkte. | Erzielte Karambolagen                                       |
| Aufn. | Benötigte Versuche                                          |
| GD    | Generaldurchschnitt                                         |
| BED   | Bester Einzeldurchschnitt eines Spielers                    |
| HS    | Höchstserie                                                 |
|       | Bester GD des Turniers                                      |
|       | Bester ED des Turniers                                      |
|       | Beste HS des Turniers                                       |
|       | 1. Platz (Gold)                                             |
|       | 2. Platz (Silber)                                           |
|       | 3. Platz (Bronze)                                           |

| Klassement                | Klassement          | Klassement | Klassement | Klassement | Klassement | Klassement | Klassement |
| Platz                     | Name                | MP         | Pkte.      | Aufn.      | GD         | BED        | HS         |
| ------------------------- | ------------------- | ---------- | ---------- | ---------- | ---------- | ---------- | ---------- |
| 1                         | Ernst Rudolph       | 4:0        | 600        | 47         | 12,76      | 20,00      | 71         |
| 2                         | Siegfried Spielmann | 2:2        | 428        | 53         | 8,07       | 7,89       | 53         |
| 3                         | Gerd Thielens       | 0:4        | 496        | 80         | 6,20       | –          | 24         |
| Turnierdurchschnitt: 8,60 |                     |            |            |            |            |            |            |